# Albert van Hoogenbemt
Albert van Hoogenbemt, né à Malines (Belgique) le 1er mars 1900 et mort dans cette ville le 17 janvier 1964, est un poète et écrivain belge néerlandophone. 
Il a gagné la renommée en tant que romancier et est également actif en tant que journaliste et auteur d'essais.

## Récompenses et distinctions
- 1939 : Prix triennal d'État pour la prose narrative pour De stille man